# Slančík
Slančík (in ungherese Kisszalánc) è un comune della Slovacchia facente parte del distretto di Košice-okolie, nella regione di Košice.